# Artibonite (departman)
Artibonite, l', departman na Haitima uz obalu zaljeva Gonâve na Karipskom moru. Artibonite je jedan od 5 izvornih departmana. prostire se na površini od 4,984 km² (po drugim podacima 4,895 km²), a s populacijom od 1,168,800 stanovnika (2002), drugi je po naseljenosti, odmah iza departmana Ouest. Artibonite je vodeći haitski proizvođač riže. U veljači godine 2004. dolazi do neuspjelog pokušaja osamostaljenja. Danas se sastoji od arrondissementa: Dessalines, Gonaïves, Gros-Morne, Marmelade i Saint–Marc. Središte mu je grad Gonaïves, a ističe se i Saint–Marc.

## Vanjske poveznice
- Artibonite - Haiti  Arhivirana inačica izvorne stranice od 2. prosinca 2008. (Wayback Machine)